# 1392
1392 (MCCCXCII) var ett skottår som började en måndag i den julianska kalendern.

## Händelser

### Juni
- Juni – Några av de ovannämnda svenska borgarna spärras in i ett skjul på Käpplingeholmen och bränns inne, en händelse, som sedermera blir känd som Käpplingemorden. 300 tyskar utvisas samtidigt från staden.

### Okänt datum
- Strider blossar upp mellan tyska så kallade hättebröder och svenska borgare i Stockholm.
- Universitetet i Erfurt i Tyskland börjar sin verksamhet.

## Födda
- Flavius Blondus, italiensk ämbetsman och humanist.
- Barbara av Celje, tysk-romersk kejsarinna och drottning av Ungern och Böhmen, Ungerns regent.

## Avlidna
- 26 december – Erengisle Sunesson (Bååt), riddare, riksråd och jarl över Orkneyöarna.